# Morat (heràldica)

Morat en heràldica

El morat en heràldica és un color entre el gules i el porpra. No forma part del grup principal de colors heràldics. En algunes heràldiques europees, el morat (murrey en anglès) és un color poc comú o una taca (o stain, en heràldica anglesa) que comparteix origen amb el color sanguini (sanguine), tots dos amb matís marronós o fosc. Es diferencien que mentre aquest és més vermellós, el morat tira al violat (matís blavós), més marró que el porpra.
En el model de color RGB utilitzat per Flags of the World es defineix el morat heràldic com a RGB 140-0-75.